# Stomaporus
Stomaporus is een geslacht van uitgestorven zee-egels uit de familie Asterostomatidae.

## Soorten
- Stomaporus hispanicus Cotteau, 1888 † Eoceen, Spanje.